# ジェーラ
ジェーラ（イタリア語: Gela）は、イタリア共和国シチリア州カルタニッセッタ県にある、人口約7万4000人の基礎自治体（コムーネ）。県内最多の人口を持つコムーネである。

## 地理

### 位置・広がり

#### 隣接コムーネ
隣接するコムーネは以下の通り。括弧内のCTはカターニア県、RGはラグーザ県所属を示す。
- ブテーラ
- マッツァリーノ
- ニシェーミ
- アーカテ (RG)
- カルタジローネ (CT)

## 自然・環境
Biviere di Gela
市域にある沿岸潟湖ビヴィエーレ・ディ・ジェーラ（Biviere di Gela）はカワウの生息地で、自然保護区となっており、ラムサール条約登録湿地にもなっている。イタリアのラムサール条約登録地一覧も参照。

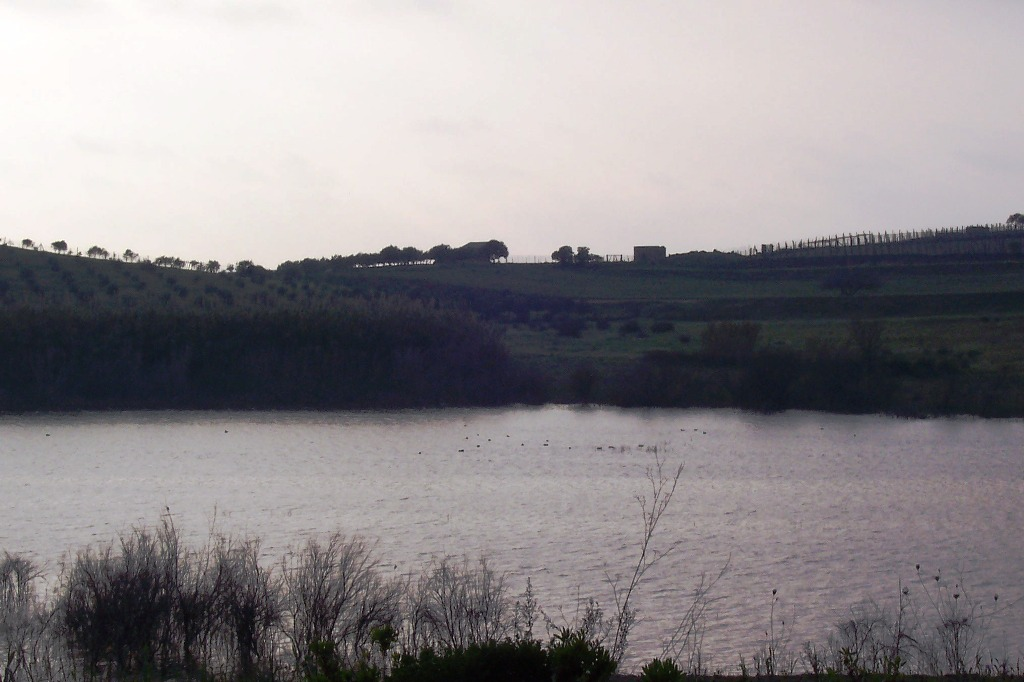
Biviere di Gela

## 姉妹都市
- エレウシス、ギリシャ
- en:Wittingen、ドイツ